# Wehnde
Wehnde ist eine Gemeinde im thüringischen Landkreis Eichsfeld. Sie gehört zur Verwaltungsgemeinschaft Lindenberg/Eichsfeld.

## Lage

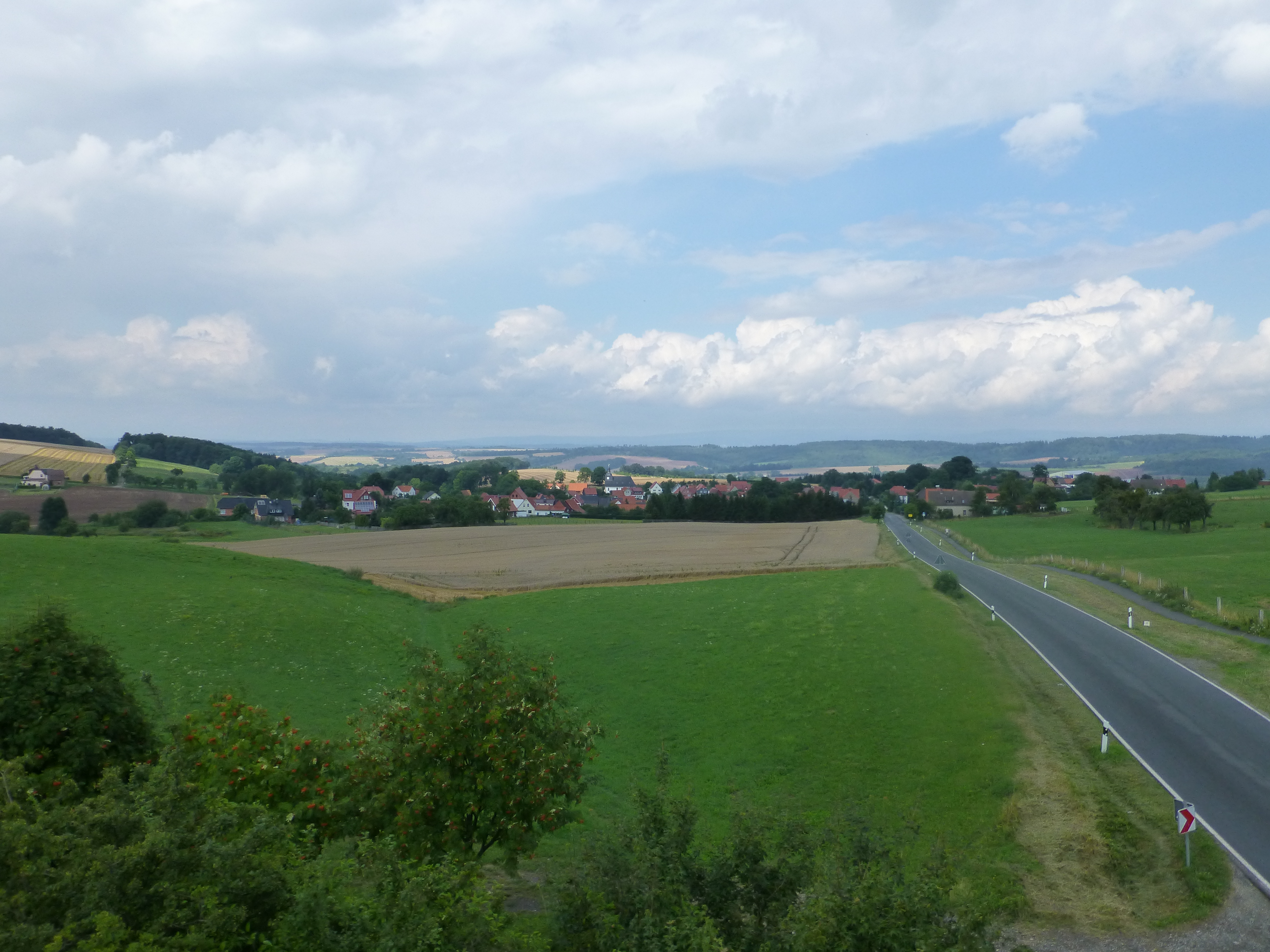
Blick von der Wehnder Warte über Wehnde

Wehnde liegt etwa 7 Kilometer nordöstlich von Worbis auf einer Hochebene im Eichsfeld am Rande des Ohmgebirges. Die Umgebung ist geprägt durch Wälder, Wiesen und Äcker. Die nordwestliche Gemarkungsgrenze bildet auch die niedersächsisch-thüringischen Landesgrenze.
Nachbargemeinden sind Ecklingerode im Norden, Brehme im Nordosten, Tastungen im Süden und Teistungen im Westen.
Am Ortsrand gibt es mehrere kleine Quellen, wie die Reese und die Lindenbeek. Die höchste Erhebung ist der Trogberg (502,9 m) im südöstlichen Gemeindegebiet, weitere Berge sind die Nonnecke (338,5 m), Auf der Höchte (326,5 m) und der Thomasberg (ca. 310 m) im Duderstädter Wald.

## Geschichte

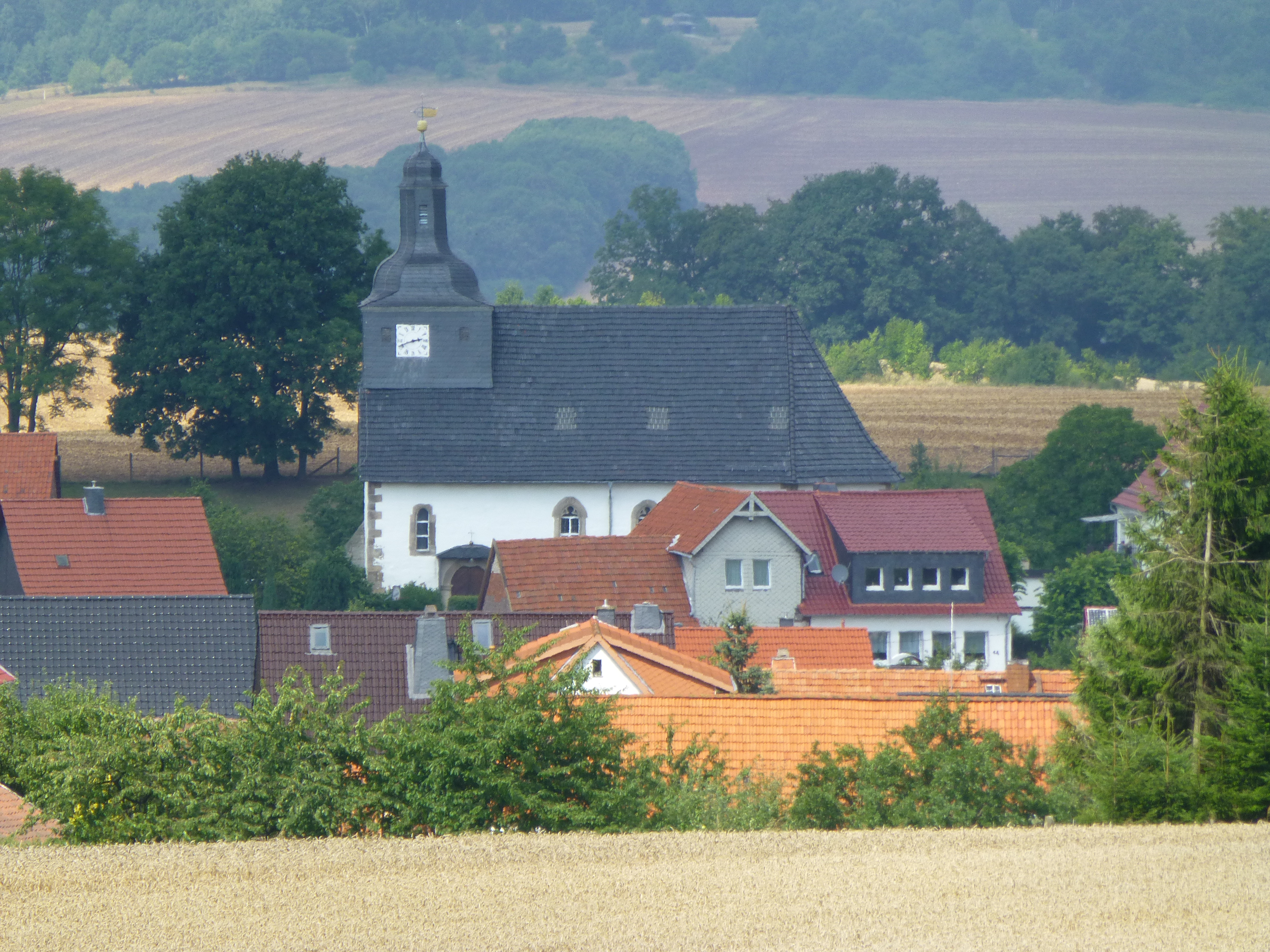
Blick zur Kirche St. Ursula

Wehnde wurde 1238 erstmals urkundlich als Winedhe erwähnt. 1281 übergibt Rudolf von Bodenstein mit Genehmigung des Grafen Albert von Gleichenstein  das Patronatsrecht der Kirche in Winedhe an das Kloster Teistungenburg. Eckard von Bodenstein (1304–1315) und Albert von Bodenstein (1316) veräußern Güter in Wehnde an das Kloster. Der Zehnte stand dem Martinsstift in Heiligenstadt zu. 1358 verkauft Dietrich von Rusteberg und 1389 Otto von Rusteberg Besitz in Wehnde an die Stadt Duderstadt.
Wehnde gehörte von 1573 bis zur Säkularisation 1802 zu Kurmainz und war eines der fünf Gerichtsdörfer derer von Wintzingerode auf dem Bodenstein. 1623 wurde Wehnde durch Christian von Braunschweig zerstört. 1802 bis 1807 wurde der Ort preußisch und kam dann zum Königreich Westphalen. Von 1815 bis 1944 war er Teil der preußischen Provinz Sachsen.
1942 mussten 17 ausländische Zwangsarbeiter bei Bauernhöfen des Ortes arbeiten. 1945 kam der Ort zur sowjetischen Besatzungszone und war ab 1949 Teil der DDR. Im selben Jahr wurde nach einer Vereinbarung zwischen den sowjetischen und englischen Besatzungsmächten der Grenzverlauf zwischen den ehemaligen preußischen Provinzen Sachsen (heute Thüringen) und Hannover (ehemals Königreich Hannover und heute Niedersachsen) korrigiert und der Duderstädter Wald wurde der Gemarkung Wehnde zugeschlagen. Ab 1945 wurde Friedrich Wilhelm Freiherr von Wintzingerode-Knorr enteignet, die Familie floh nach Westdeutschland und 1948 wurde aufgrund von Befehl 209 der SMAD das Herrenhaus des Gutes gesprengt. Von 1961 bis zur Wende und Wiedervereinigung 1989/1990 wurde Wehnde von der Sperrung der nahen innerdeutschen Grenze beeinträchtigt. Seit 1990 gehört der Ort zum wieder gegründeten Bundesland Thüringen.

## Wehnder Warte

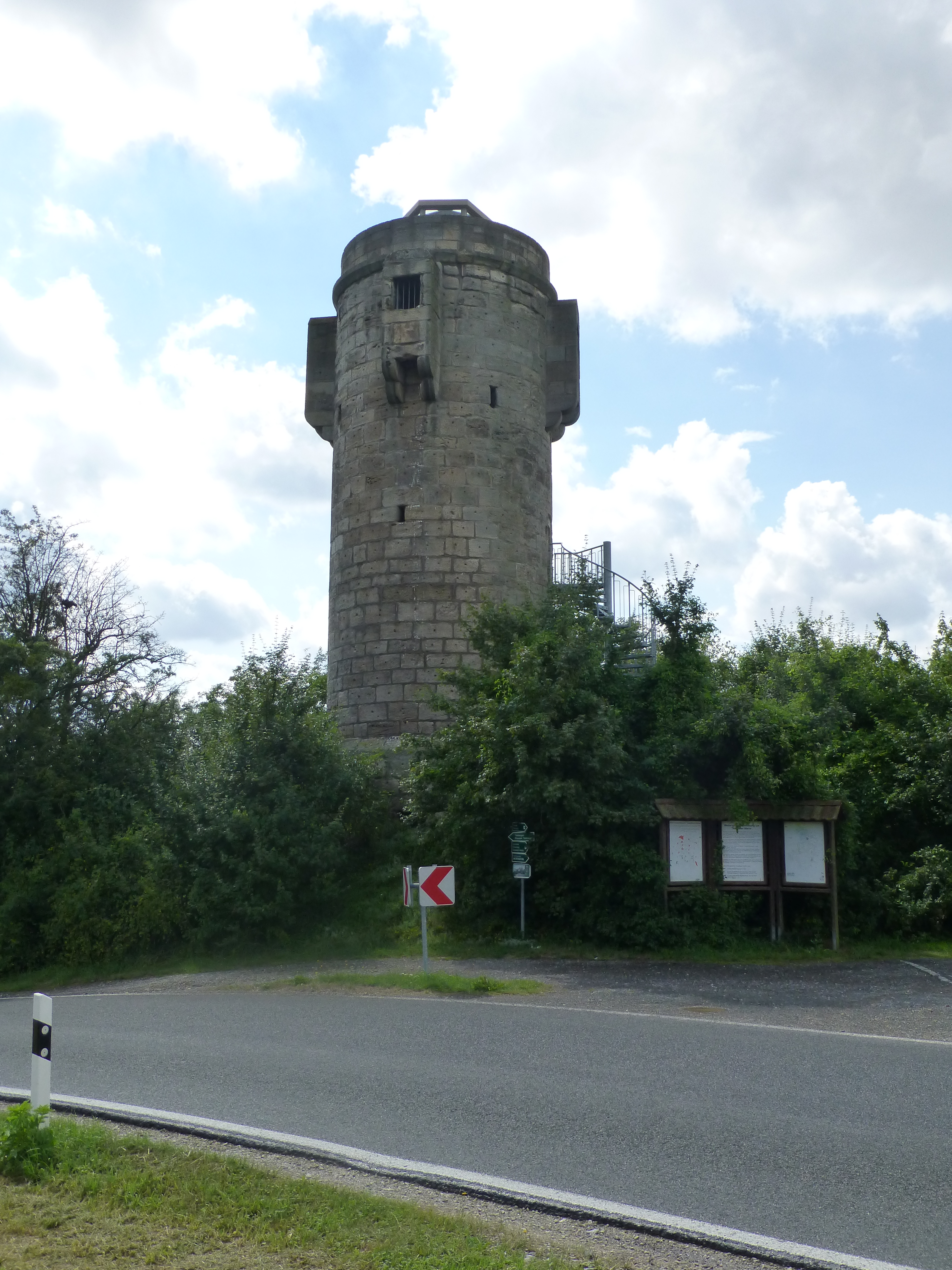
Die Wehnder Warte

An der Straße von Tastungen nach Wehnde am Fuße des Trogberges befindet sich auf einer Höhe von 316 m ü. NHN die Wehnder Warte, auch Feuerhakenwarte genannt. Wann die Wehnder Warte gebaut wurde, ist nicht genau bekannt. Der Name Feuerhakenwarte und ein in einem Stein eingemeißelter Feuerhaken deuten auf eine Verbindung zur Adelsfamilie von Wintzingerode. 1496 ließ Duderstadt Steine zur neuen Warte fahren, 1520 wurde nochmals die neue Warte bei Wehnde erwähnt. Im Jahr 1532 wurde der Turmwächter Hermann Furhake auf der Warte genannt. Der Turm aus Bruchsteinmauerwerk ist noch gut erhalten und wurde Mitte der 1990er Jahre aufwendig restauriert. Über eine Außentreppe ist der ehemalige Turmeingang zu erreichen und man gelangt weiter über die Innentreppe zu einer Aussichtsplattform. Von hier hat man eine weite Aussicht über das südliche Untereichsfeld bis zu den Göttinger Gleichen und zum Oberharz mit dem Brocken.

## Rittergut Wehnde

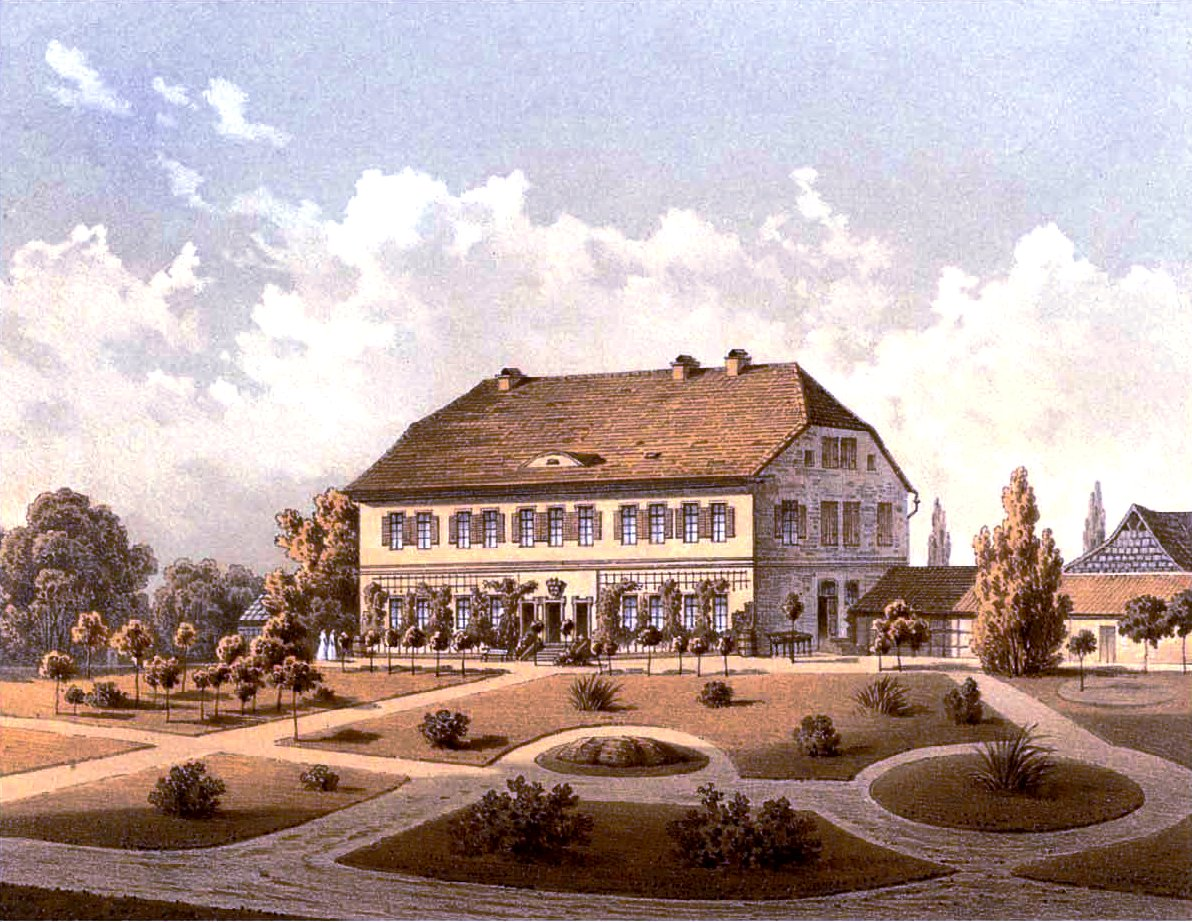
Gut Wehnde um 1860, Sammlung Alexander Duncker

Das Gut war Stammsitz der Familie von Wintzingerode und später der Freiherren von Wintzingerode-Knorr, die den Ort als zur Burg Bodenstein gehörig innehatten. Das schlossartige Herrenhaus wurde Ende des 17. Jahrhunderts von Georg Friedrich von Wintzingerode errichtet, über dem Eingang wurde ein Doppelwappen des Erbausers und seiner Ehefrau Ursula Dorothea von Hanstein angebracht. Im 19. Jahrhundert wurde es saniert und ein Obergeschoß aufgesetzt. Zum Gut gehörten große landwirtschaftlich genutzte Ländereien, Wälder und das Vorwerk Oberwildungen. Letzte Besitzerin war Gisela von Wintzingerode-Knorr.
1945 fiel das Rittergut unter die Bodenreform und wurde enteignet, die Ländereien wurden auf Neubauern und bäuerliche Kleinbetriebe aufgeteilt. Das Herrenhaus wurde schließlich 1946 abgerissen.

## Wappen
Blasonierung: „In Blau auf einem silbernen Berg einen silbernen gemauerten Turm; der Berg ist mit zwei grünen Eichenblättern sturzsparrenweise belegt.“
Der heraldisch stilisierte Turm symbolisiert die in unmittelbarer Ortsnähe befindliche Wehnder Warte. Die beiden Eichenblätter im silbernen Hügel weisen auf die Zugehörigkeit zum Eichsfeld und zudem auf die alte Eiche beim ehemaligen Gutshof hin.

### Einwohnerentwicklung
Entwicklung der Einwohnerzahl (31. Dezember):
| - 1994: 379 - 1995: 386 - 1996: 402 - 1997: 395 - 1998: 391 - 1999: 389 | - 2000: 404 - 2001: 406 - 2002: 402 - 2003: 407 - 2004: 414 - 2005: 394 | - 2006: 393 - 2007: 395 - 2008: 389 - 2009: 381 - 2010: 376 - 2011: 372 | - 2012: 365 - 2013: 374 - 2014: 384 - 2015: 394 - 2016: 390 - 2017: 382 | - 2018: 387 - 2019: 379 - 2020: 371 - 2021: 374 - 2022: 384 - 2023: 382 |

Datenquelle: Thüringer Landesamt für Statistik

## Politik

### Gemeinderat
Der Gemeinderat von Wehnde setzt sich aus sechs Gemeinderatsmitgliedern zusammen.
- FWG Wehnde: 6 Sitze

(Stand: Kommunalwahl Mai 2024)

### Bürgermeister
Ehrenamtliche Bürgermeisterin ist Monique Heidenreich (Freie Wählergemeinschaft Wehnde) Sie wurde am 12. Juni 2022 für 6 Jahre gewählt.

### Partnergemeinden
- Vyšná Slaná (Slowakei), seit dem 14. September 2001

## Sehenswürdigkeiten
- Wehnder Warte aus dem Jahr 1430 mit Aussichtsmöglichkeit über das Untereichsfeld bis zum Harz. Sie war Teil der Duderstädter Landwehr mit 16 Warttürmen um Duderstadt.[5]
- Evangelische Kirche St. Ursula aus den Jahren 1664 bis 1694
- West-Östliches Tor auf dem Kutschenberg an der Landesgrenze nach Niedersachsen
- Wanderrouten zum Stausee Glockengraben, zum Lindenberg und ins Ohmgebirge

## Verkehr
Wehnde liegt zwei Kilometer nordöstlich der Bundesstraße 247 und ist verkehrsmäßig über die Landesstraße 2017 angeschlossen, über die man auch den nächsten Bahnhof Leinefelde an der Bahnstrecke Halle–Hann. Münden, 11 km südlich von Wehnde, erreicht.